# Ладыгино (Перемышльский район)
Ладыгино — деревня в Перемышльском районе Калужской области, в составе муниципального образования Сельское поселение «Деревня Горки».

## География
Расположена на восточном берегу реки Птара на автодороге регионального значения 29К-003 (М3 «Украина» — Р92 — Перемышль), в шести километрах на запад от районного центра. Рядом деревня Горки.

## Население
| 2002 | 2010 |
| ---- | ---- |
| 66   | ↘41  |

## История
В атласе Калужского наместничества, изданного в 1782 году, упоминается и нанесена на карты «казённая» деревня Ладыгина Перемышльского уезда.

…деревня Ладыгина Экономического ведомства, [на землях] ранее принадлежавших Троице-Лютикову монастырю, на берегу речки Пторы и отвершка безымянного— Описания и алфавиты к Калужскому атласу
В 1858 году деревня (каз.) Ладыгина 1-го стана Перемышльского уезда, при речке Пторе, 45 дворов — 438 жителей, по правой стороне почтового Киевского тракта.
К 1914 году Ладыгино — деревня Полянской волости Перемышльского уезда Калужской губернии. В 1913 году население 820 человек. Имелась собственная церковно-приходская школа.
В годы Великой Отечественной войны деревня была оккупирована войсками Нацистской Германии с 8 октября по 26 декабря 1941 года. Освобождена в ходе Калужской наступательной операции частями 50-й армии генерал-лейтенанта И. В. Болдина.